# Porropis poecila
Porropis poecila là một loài nhện trong họ Thomisidae.
Loài này thuộc chi Porropis. Porropis poecila được Wladislaus Kulczynski miêu tả năm 1911.